# IRAK1
IRAK1 (англ. interleukin-1 receptor-associated kinase 1) — цитозольная киназа, относящаяся к группе IRAK. Участвует в передаче сигнала от рецептора интерлейкина-1 (тип I) и некоторых толл-подобных рецепторов. Содержит магний в качестве кофактора. Открыта в 1996 году.